# انتقال عمودی
انتقال عمودی (به انگلیسی: Vertical transmission) یا انتقال مادر به فرزند (به انگلیسی: mother-to-child transmission)، انتقال عفونت یا بیماری‌های دیگر از والدین به فرزند است. هنگامی که بیماری از والدین به فرزند منتقل شود، خطرناک‌تر خواهد بود چرا که میزان تکثیر اندامه‌های میزبان فرزندان کاهش خواهد یافت.
بیماری‌هایی مانند کلامیدیا تراکوماتیس، اچ‌آی‌وی، ویروس تی-لنفوتروپیک انسانی، سیفیلیس می‌توانند به شکل انتقال عمودی به فرزند منتقل شوند.

## HIV/ایدز
انتقال HIV از مادر به فرزند می‌تواند در دوران بارداری، هنگام زایمان یا از راه شیر مادر انجام شود. این راه سومین طریق شایع انتقال HIV در دنیا می‌باشد. در صورت عدم درمان، خطر انتقال قبل یا در حین تولد حدود ۲۰ درصد و در کسانی که شیر هم بدهند ۳۵ درصد است. در سال ۲۰۰۸، حدود ۹۰٪ موارد HIV کودکان ناشی از انتقال عمودی محاسبه شد. با درمان مناسب خطر ابتلا به عفونت از مادر به فرزند می‌تواند به حدود ۱٪ کاهش یابد. درمان از طریق پیشگیری شامل مصرف داروی ضد ویروسی توسط مادر در دوران بارداری و زایمان، عمل سزارین در زمان مناسب (و نه اضطراری)، عدم تغذیه شیر مادر، و تجویز داروهای ضد ویروسی به نوزاد می‌شود. با این حال بسیاری از این امکانات در کشورهای در حال توسعه در دسترس نیست. اگر در دوران دندان آوردن، مواد غذایی به خون آلوده شود، می‌تواند خطر انتقال را افزایش دهد.
برنامه‌های جلوگیری از انتقال HIV از مادر به فرزند می‌تواند سرعت انتقال را به اندازه ۹۲ تا ۹۹ درصد کاهش دهد. این دوره اساساً شامل استفاده از داروهای ضدویروسی به صورت ترکیبی در دوره حاملگی و بعد از زایمان در بچه می‌شود و ترجیحاً باید به جای شیردهی از شیشه شیر استفاده شود.اگر تغذیه جایگزین قابل قبول، امکان‌پذیر، مقرون به صرفه، پایدار و ایمن باشد، مادران باید از شیردهی به نوزادان خود خودداری کنند، با این حال در صورتی که موردی نباشد، شیر مادر در ماه‌های اول بسیار توصیه می شود. اگر تغذیه شیر فقط توسط مادر انجام شود، دوره پیشگیری طولانی مدت ضد ویروسی به نوزاد خطر انتقال را کاهش می دهد.